# The Remix
Albums de Lady Gaga
The Fame Monster
(2009) Born This Way
(2011)
Compilations par Lady Gaga
The Singles
(2010)
The Remix est une compilation de l’artiste américaine Lady Gaga. Elle sort d’abord au Japon le 3 mars 2010. Celle-ci contient des remixs de plusieurs chansons issues de ses deux précédents albums, The Fame et The Fame Monster. Une version révisée de la liste des pistes est créée pour la commercialisation de la compilation en dehors du Japon, qui s’entame le 3 mai 2010. Différents artistes tels que Pet Shop Boys, Passion Pit et The Sound of Arrows ont produit les remixs.
La compilation reçoit des notes partagées de la part des critiques, ceux-ci notant l’habileté de Gaga à vendre les mêmes chansons dans un différent contenu et d’une nouvelle façon. The Remix est bien accueilli commercialement, touchant la première position du hit-parade grec et atteignant le top dix des hit-parades de la Belgique, du Canada, de l’Irlande, du Japon, du Mexique, du Royaume-Uni, des États-Unis ainsi que le top 20 d'autres pays tels que l’Australie. La compilation est certifiée disque de platine au Japon. Mondialement, elle s’est vendue à plus de 500 000 exemplaires et fait partie des albums remixs les plus vendus de tous les temps.

## Développement
Le 15 avril 2010, The Guardian annonce que de nombreux artistes ont contribué à l’élaboration d’une compilation de Lady Gaga intitulée The Remix, incluant Pet Shop Boys, Passion Pit et le rockeur Marilyn Manson. Les remixs issus de cette compilation ont déjà été commercialisés dans plusieurs maxis au cours des précédentes années. Initialement publiée le 3 mars 2010 au Japon, la première version contient seize remixs des chansons de Gaga. La version révisée, disponible à partir du 3 mai 2010, possède quant à elle dix-sept remixs. Le remix de LoveGame signé Chew Fu comprend une collaboration avec Manson, tandis que celui de Telephone fait par Passion Pit et celui de Eh, Eh (Nothing Else I Can Say) réalisé par Pet Shop Boys n’accueillent aucun collaborateur. Toutefois, d’autres artistes comme Alphabeat, Frankmusic, Stuart Price, Monarchy et Robot to Mars ont remixé les pistes. Au Royaume-Uni, la compilation sort le 10 mai 2010 et possède une différente couverture que dans les autres pays. La version américaine est annoncée en juillet 2010 par Interscope Records et sort finalement le 3 août 2010.

## Composition
Chuk Capmbaell du Calfornia Chronicle déclare penser que l’ « astuce que les producteurs de The Remix ont utilisée pour lui garantir un succès est de préserver l’intégrité et les nuances des pistes initiales tout y en ajoutant une nouvelle musique ». Par ailleurs, Stuart Price remixe Paparazzi dans une version plus électronique, modifiant le tempo moyen initial de la piste. De nouveaux chants sont incorporés dans la conclusion du morceau, lui donnant une ambiance sauvage, selon Nicki Escuerdo du Phoenix New Times. Une nouvelle version, cette fois-ci informatisée, du crochet « mum-mum-mum-mah »  de Poker Face est présente dans le remix LLG vs GLG Radio Mix du titre. Toujours d’après Campbell, le remix Mornarchy Stylites de Dance in the Dark « emmène une vague de vigueur » à la piste. Le remix fait par Richard Vission de Just Dance introduit un rythme graduel au sein de la chanson  tandis que le remix FrankMusic de Eh, Eh (Nothing Else I Can Say) change la composition du morceau pour la rendre plus rapide, en plus de modifier la façon dont Gaga chante,. Campbell note aussi que le remix Passion Pit de Telephone ressemble à « quelque chose de théâtral qui semble aller quelque part, mais qui en fait ne mène à rien ». Il est formé de nombreux crochets synths et d’un rythme plus imposant guidant la totalité de la chanson. Le remix Sound of Arrows d’Alejandro change la nature sombre de la musique initiale du titre en un hymne de joie. Bad Romance est remixé par Starsmith, qui la transforme en un son complètement dance. Escuerdo souligne que le remix de LoveGame qui met en scène Manson modifie la composition originale du morceau, « permettant à l’innocente et amusante version initiale de LoveGame de se transformer en un chef-d'œuvre d’une qualité démoniaque, notamment grâce à la merveille du duo que font le rockeur, Marilyn Manson, et la pop star, Lady Gaga ».

## Accueil critique
Depuis sa sortie, la compilation a reçu des critiques mixtes. Une moyenne des notes lui ayant été accordées totalise une moyenne de 50 sur un total de 100 points, indiquant que la compilation est généralement accueillie de façon partagée. Simon Cage du Daily Express donne une note positive à la compilation, lui accordant trois étoiles sur cinq en affirmant que Gaga « a une originale façon de présenter son travail, mais il est à noter que le réel talent de Lady Gaga est revendu encore et encore dans de différents contenus [...] Cette compilation est bien mais... déjà vue ! ». Le critique musical J.D Considine complimente dans un article du The Globe and Mail la version au piano de Poker Face, déclarant que « la meilleure chanson de son nouvel album de remix - le second long play de Gaga sorti en neuf mois - n’est pas du tout un remix, mais une réfléchie version acoustique au piano de Poker Face qui expose sa facette à la Elton John. Eh oui, c’est un changement radical de style, un trop grand changement - il s’agit plutôt d’une autre facette de l’image de Gaga - mais cela n’enlève pas pour autant la brillance de cette piste ». Matthew Richardson du Prefix Magazine salue le remix d’Alejandro fait par The Sound of Arrows, certifiant, en parlant du groupe, qu’ils « ont sorti peu de matériel récemment, mais la qualité est la même que celle de leur ancien travail et attire toujours l’attention des gens. Alors que l’attente devient trop longue pour la sortie de leur nouvel album, les gens ne peuvent plus patienter. Heureusement, ce remix que le duo a réalisé pour le titre Alejandro de Lady Gaga permet aux adeptes de prendre leur mal en patience encore un peu de temps ».
Robert Cospey du Digital Spy soutient que « The Remix est un matériel qui semble naturel, ce qui entre en opposition avec le label commercialisant cette compilation, qui habituellement prône la lucrativité intensive et la production musicale forcée. Quoi demander de plus, cette compilation contient de délicieux remixs signés par les artistes les plus diversifiés et originaux de ce milieu, préservant la musique de la chanteuse fraîche et attrayante, tout comme la Haus of Gaga fait pour son image ». Stephen Thomas Erlewine d’AllMusic donne une note de trois étoiles sur quatre à la compilation, en écrivant que « 17 chansons est un peu trop pour une compilation, mais cela concorde malgré tout avec Gaga, qui a rendu l’excessif sa raison d’être. Certains d’entre eux sont réussis, particulièrement ceux qui proviennent des vétérans de ce genre (Pet Shop Boys) ou ceux faits par les plus récents du milieu (Space Cowboy). The Remix n’est pas un ajout essentiel à la discographie de Gaga [...] mais elle y incorpore une touche de glamour ». Mark Breech du Bloomberg Television affirme que « La Madonna de nos temps, Lady Gaga, a dévoilé une autre version de son nouvel album... Les pistes habituelles, désormais en danger d’être sur-diffusées, offrent un nouveau rendement réalisé entre autres par Pet Shop Boys et dans quelques cas par le producteur de Madonna, Stuart Price ». Nicki Escudero du Phoenix New Times donne un avis positif à la compilation, disant que « The Remix est un bon CD pour se changer les idées, son immense énergie propulse quiconque l’écoutant dans une folle nuit dans les clubs ». Elle atteste que le remix de LoveGame est le meilleur du LP. Monica Herrera du magazine Billboard complimente la compilation, écrivant que « Gaga a employé une panoplie de plus-que-capables producteurs pour qu’ils transforment ses chansons issues de The Fame et The Fame Monster en des bombes dance ».

## Performance dans les hit-parades
Suivant sa sortie au Japon, la compilation se positionne au neuvième rang du Oricon Albums Chart. Dans la semaine du 17 mai 2010, elle se déplace à la septième place et par le même fait est certifiée disque de platine par la Recording Industry Association of Japan, en abrégé RIAJ, pour ses 250 000 copies vendues au Japon,. La compilation se classe également en Australie, en Belgique, aux Pays-Bas ainsi qu’en Nouvelle-Zélande. Au Canada, dans la semaine du 22 mai 2010, la compilation débute sa montée dans le Canadian Hot 100 au cinquième échelon,. Au Royaume-Uni, The Remix atteint la troisième position du UK Albums Chart dans la semaine du 16 mai 2010. La compilation atteint aussi de hauts sommets dans le European Top 100 Albums, où elle touche la septième place. Depuis sa sortie, elle s’est vendue à plus de 500 000 exemplaires à travers le monde.
Aux États-Unis, dans la semaine du 21 août 2010, la compilation se classe à la sixième position du Billboard 200, se vendant à plus de 39 000 copies. The Remix devient donc le troisième long play de Gaga à atteindre le top dix du Billboard 200. En plus de cela, la compilation touche la première place du Billboard Dance/Electronic Albums, devenant le troisième numéro un de Gaga dans ce palmarès.  Ainsi, dans la même semaine, ses trois LP, The Remix, The Fame et The Fame Monster, se positionnent respectivement aux trois premiers rangs de ce hit-parade. Keith Caulfield du Billoard note qu’en neuf ans d’histoire, Gaga est la première artiste à occuper les trois places ultimes de ce palmarès. De plus, dans le Billboard 200, la semaine où The Remix est commercialisé aux États-Unis, The Fame se classe à la 12e position et The Fame Monster à la 27e, faisant ainsi de Gaga la première artiste à placés plus de trois LP dans le top 30 du Billboard 200 depuis 1993, lorsque Garth Brooks, dans la semaine du 23 janvier 1993, avait classé quatre de ses albums dans le top 30 : The Chase au deuxième numéro, Beyond the Season au 23e, Ropin’ the Wind au 26e et No Fences au 29e. Selon Nielsen Soundscan, The Remix s’est vendu à 141 000 copies aux États-Unis.

## Liste des pistes
Toutes les chansons sont écrites par Lady Gaga ; Informations additionnelles ci-dessous.
| No  | Titre                                                               | Auteur                                       | Producteur(s)       | Durée |
| --- | ------------------------------------------------------------------- | -------------------------------------------- | ------------------- | ----- |
| 1.  | Just Dance (Richard Vission Remix)                                  | RedOne, Aliaune Thiam                        | Richard Vission     | 6:13  |
| 2.  | Poker Face (LLG vs. GLG Radio Mix)                                  | RedOne                                       | LLG & GLG           | 4:02  |
| 3.  | LoveGame (Chew Fu Ghettohouse Fix) (avec Marilyn Manson)            | RedOne                                       | Chew Man Fu         | 5:20  |
| 4.  | Eh, Eh (Nothing Else I Can Say) (FrankMusik 'Cut Snare Edit' Remix) | Martin Kierszenbaum                          | Frankmusik          | 4:03  |
| 5.  | Paparazzi (Stuart Price Remix)                                      | Rob Fusari                                   | Stuart Price        | 3:19  |
| 6.  | Boys Boys Boys (Manhattan Clique Remix)                             | RedOne                                       | Manhattan Clique    | 6:35  |
| 7.  | The Fame (Glam As You Remix Radio Edit)                             | Martin Kierszenbaum                          | Glam As You         | 3:57  |
| 8.  | Bad Romance (Starsmith Remix)                                       | RedOne                                       | Starsmith           | 4:56  |
| 9.  | Telephone (Passion Pit Remix)                                       | R. Jerkins, L. Daniels, Beyoncé, L. Franklin | Passion Pit         | 5:12  |
| 10. | Alejandro (The Sound of Arrows Remix)                               | RedOne                                       | The Sound of Arrows | 3:57  |
| 11. | Dance in the Dark (Monarchy 'Stylites' Remix)                       | Fernando Garibay                             | Monarchy            | 6:09  |
| 12. | Just Dance (Deewaan Mix) (avec Ashking, Wedis, Lush & Young Thoro)  | RedOne, Aliaune Thiam                        | Deewaan             | 4:16  |
| 13. | LoveGame (Robots to Mars Remix)                                     | RedOne                                       | Robots to Mars      | 3:12  |
| 14. | Eh, Eh (Nothing Else I Can Say) (Pet Shop Boys Edit)                | Martin Kierszenbaum                          | Pet Shop Boys       | 2:49  |
| 15. | Poker Face (Piano & Voice Version) (Live at The Cherrytree House)   | RedOne                                       | Martin Kierszenbaum | 3:38  |
| 16. | Bad Romance (Grum Remix)                                            | RedOne                                       | Grum                | 4:53  |
| 17. | Telephone (Alphabeat Radio Edit)                                    | R. Jerkins, L. Daniels, Beyoncé, L. Franklin | Alphabeat           | 4:48  |

| 1.  | Just Dance (Space Cowboy Remix)                                             | RedOne, Aliaune Thiam                        | Space Cowboy        | 5:02 |
| 2.  | Just Dance (RedOne Remix)                                                   | RedOne, Aliaune Thiam                        | RedOne              | 4:20 |
| 3.  | Poker Face (Space Cowboy Remix)                                             | RedOne                                       | Space Cowboy        | 4:55 |
| 4.  | Poker Face (LLG vs. GLG Radio Mix)                                          | RedOne                                       | LLG & GLG           | 4:03 |
| 5.  | Eh, Eh (Nothing Else I Can Say) (Electric Piano and Human Beat Box Version) | Martin Kierszenbaum                          | Martin Kierszenbaum | 3:04 |
| 6.  | Eh, Eh (Nothing Else I Can Say) (Pet Shop Boys Edit)                        | Martin Kierszenbaum                          | Pet Shop Boys Edit  | 2:50 |
| 7.  | LoveGame (Space Cowboy Remix))                                              | RedOne                                       | Space Cowboy        | 3:21 |
| 8.  | LoveGame (Chew Fu Ghettohouse Fix) (avec Marilyn Manson)                    | RedOne                                       | Chew Man Fu         | 5:21 |
| 9.  | Paparazzi (Yuksek Remix)                                                    | Rob Fusari                                   | Yuksek              | 4:48 |
| 10. | Paparazzi (Stuart Price Remix)                                              | Rob Fusari                                   | Stuart Price        | 3:20 |
| 11. | Bad Romance (Skrillex Radio Mix)                                            | Redone                                       | Skrillex            | 4:24 |
| 12. | Bad Romance (Starsmith Remix)                                               | RedOne                                       | Starsmith           | 4:57 |
| 13. | Bad Romance (Kaskade Radio Edit)                                            | RedOne                                       | Kaskade             | 4:22 |
| 14. | Telephone (Alphabeat Radio Edit)                                            | R. Jerkins, L. Daniels, Beyoncé, L. Franklin | Alphabeat           | 4:50 |
| 15. | Telephone (Passion Pit Remix)                                               | R. Jerkins, L. Daniels, Beyoncé, L. Franklin | Passion Pit         | 5:14 |
| 16. | Telephone (Crookers Vocal Mix)                                              | R. Jerkins, L. Daniels, Beyoncé, L. Franklin | Crookers            | 4:50 |

## Classements, certifications et successions

### Classements et certifications
| Pays                                  | Position | Temps au hit-parade | Certification |
| ------------------------------------- | -------- | ------------------- | ------------- |
| Australie                             | 12e      | 5 semaines          |               |
| Belgique (Fr)                         | 6e       | 23 semaines         | Or            |
| Belgique (Nl)                         | 3e       | 23 semaines         | Or            |
| Brésil                                | 10e      | ~ 20 semaines       | Or            |
| Canada                                | 5e       | 14 semaines         |               |
| Croatie                               | 34e      | 5 semaines          |               |
| Espagne                               | 12e      | 34 semaines         |               |
| États-Unis                            | 6e       | 9 semaines          |               |
| États-Unis (Dance/Electronic Albums), | 1er      | 37 semaines         |               |
| Europe                                | 7e       | 20 semaines         |               |
| Finlande                              | 17e      | 15 semaines         |               |
| France                                | 29e      | 11 semaines         |               |
| Grèce                                 | 1er      | 9 semaines          |               |
| Hongrie                               | 29e      | 8 semaines          |               |
| Irlande                               | 10e      | 9 semaines          |               |
| Italie                                | 22e      | ~ 4 semaines        |               |
| Japon                                 | 7e       | 58 semaines         | Platine       |
| Mexique                               | 5e       | 27 semaines         |               |
| Nouvelle-Zélande                      | 9e       | 14 semaines         |               |
| Pays-Bas                              | 36e      | 12 semaines         |               |
| Pologne                               | 13e      | 7 semaines          |               |
| République tchèque                    | 7e       | 19 semaines         |               |
| Royaume-Uni                           | 3e       | 19 semaines         |               |
| Russie                                | 7e       | ~ 5 semaines        | Or            |
| Suède                                 | 40e      | 3 semaines          |               |

| Pays                                 | Position | Année | Période     |
| ------------------------------------ | -------- | ----- | ----------- |
| Belgique (Fr)                        | 59e      | 2009  | 2009 - 2010 |
| Belgique (Nl)                        | 56e      | 2009  | 2009 - 2010 |
| Canada                               | 47e      | 2009  | 2009 - 2010 |
| États-Unis (Dance/Electronic Albums) | 5e       | 2009  | 2009 - 2010 |
| Japon                                | 41e      | 2009  | 2009 - 2010 |

## Historique des sorties
| Pays         | Date          | Format                               | Label                                        |
| ------------ | ------------- | ------------------------------------ | -------------------------------------------- |
| Japon ,      | 3 mars 2010   | Téléchargement numérique, CD         | Universal Music                              |
| Mexique      | 27 avril 2010 | Téléchargement numérique             | Universal Music                              |
| Australie    | 30 avril 2010 | Téléchargement numérique, CD         | Universal Music                              |
| Pologne      | 30 avril 2010 | Téléchargement numérique, CD         | Universal Music                              |
| Canada       | 4 mai 2010    | Téléchargement numérique, CD         | Universal Music                              |
| Mexique      | 4 mai 2010    | CD                                   | Universal Music                              |
| Colombie     | 4 mai 2010    | Téléchargement numérique, CD         | Universal Music                              |
| Philippines  | 4 mai 2010    | Téléchargement numérique, CD         | Universal Music                              |
| Italie       | 4 mai 2010    | Téléchargement numérique, CD         | Universal Music                              |
| Brésil       | 5 mai 2010    | Téléchargement numérique, CD         | Universal Music                              |
| Allemagne    | 7 mai 2010    | Téléchargement numérique, CD         | Universal Music                              |
| Royaume-Uni  | 10 mai 2010   | Téléchargement numérique, CD         | Polydor                                      |
| États-Unis , | 3 août 2010   | Téléchargement numérique, CD, Vinyle | Interscope, Streamline, Kon Live, Cherrytree |